# سلطان مبارزان (فیلم)
سلطان مبارزان (به انگلیسی: The King of Fighters) عنوان فیلمی رزمی و فانتزی است که براساس سری بازی ویدئویی سلطان مبارزان ساخته شده است. کارگردان این فیلم گوردن چان می‌باشد. فیلم محصول آمریکا و ساخته سال ۲۰۱۰ میلادی است.

## بازیگران
- شان فاریس
- مگی کیو
- ویل یان لی
- ری پارک